# Danilo Ángel Astori Saragosa
Danilo Ángel Astori Saragosa (castellà: Danilo Astori)  (Montevideo, 23 d'abril de 1940 - Montevideo, 10 de novembre de 2023) va ser un polític uruguaià, ministre d'Economia i Finances del seu país des de l'1 de març de 2005 fins al 18 de setembre de 2008 i des del 4 de març de 2015 fins a l'1 de març de 2020.
Va ser vicepresident de la República entre 2010 i 2015 durant la presidència de José Mujica. Va ser membre del partit polític d'esquerra Front Ampli i va ser precandidat a les eleccions presidencials del 2009 pel sector d'Assemblea Uruguai.